# Grand Prix Formule 1 van Monaco 1967
De Grand Prix Formule 1 van Monaco 1967 werd gehouden op 7 mei in Monte Carlo op het circuit van Monaco. Het was de tweede race van het seizoen.

## Uitslag
| Pos. | Nr. | Coureur              | Constructeur    | Rondes | Tijd / Oorzaak uitval | Grid | Punten |
| ---- | --- | -------------------- | --------------- | ------ | --------------------- | ---- | ------ |
| 1    | 9   | Denny Hulme          | Brabham-Repco   | 100    | 2:34:34.3             | 4    | 9      |
| 2    | 14  | Graham Hill          | Lotus-BRM       | 99     | + 1 Ronde             | 8    | 6      |
| 3    | 20  | Chris Amon           | Ferrari         | 98     | + 2 Rondes            | 14   | 4      |
| 4    | 16  | Bruce McLaren        | McLaren-BRM     | 98     | + 3 Rondes            | 10   | 3      |
| 5    | 11  | Pedro Rodriguez      | Cooper-Maserati | 96     | + 4 Rondes            | 16   | 2      |
| 6    | 5   | Mike Spence          | BRM             | 96     | + 4 Rondes            | 12   | 1      |
| NF   | 18  | Lorenzo Bandini      | Ferrari         | 81     | Dodelijk ongeluk      | 2    |        |
| NF   | 6   | Piers Courage        | BRM             | 64     | Spin                  | 13   |        |
| NF   | 12  | Jim Clark            | Lotus-Climax    | 42     | Ophanging             | 5    |        |
| NF   | 7   | John Surtees         | Honda           | 32     | Motor                 | 3    |        |
| NF   | 17  | Jo Siffert           | Cooper-Maserati | 31     | Oliedruk              | 9    |        |
| NF   | 4   | Jackie Stewart       | BRM             | 14     | Differentieel         | 6    |        |
| NF   | 10  | Jochen Rindt         | Cooper-Maserati | 14     | Versnellingsbak       | 15   |        |
| NF   | 23  | Dan Gurney           | Eagle-Weslake   | 4      | Brandstofpomp         | 7    |        |
| NF   | 2   | Johnny Servoz-Gavin  | Matra-Ford      | 4      | Injectie              | 11   |        |
| NF   | 8   | Jack Brabham         | Brabham-Repco   | 0      | Motor                 | 1    |        |
| NQ   | 15  | Bob Anderson         | Brabham-Climax  |        |                       |      |        |
| NQ   | 1   | Jean-Pierre Beltoise | Matra-Ford      |        |                       |      |        |
| NQ   | 22  | Richie Ginther       | Eagle-Climax    |        |                       |      |        |

## Statistieken
| Pole-position | Jack Brabham | Brabham-Repco | 1:27.6 |
| Snelste ronde | Jim Clark    | Lotus-Climax  | 1:29.5 |

## Noot
- Dit was het debuut van de Franse coureur Johnny Servoz-Gavin.
- Tiende pole position voor Jack Brabham en voor een Australische coureur.
- Eerste podiumplaats voor Chris Amon en de 25ste en 26ste podiumplaats voor een Nieuw-Zeelandse coureur.
- Eerste Grand Prix-winst en vijfde podiumplaats voor Denny Hulme.

1929 · 1930 · 1931 · 1932 · 1933 · 1934 · 1935 · 1936 · 1937 · 1948 · 1950 · 1955 · 1956 · 1957 · 1958 · 1959 · 1960 · 1961 · 1962 · 1963 · 1964 · 1965 · 1966 · 1967 · 1968 · 1969 · 1970 · 1971 · 1972 · 1973 · 1974 · 1975 · 1976 · 1977 · 1978 · 1979 · 1980 · 1981 · 1982 · 1983 · 1984 · 1985 · 1986 · 1987 · 1988 · 1989 · 1990 · 1991 · 1992 · 1993 · 1994 · 1995 · 1996 · 1997 · 1998 · 1999 · 2000 · 2001 · 2002 · 2003 · 2004 · 2005 · 2006 · 2007 · 2008 · 2009 · 2010 · 2011 · 2012 · 2013 · 2014 · 2015 · 2016 · 2017 · 2018 · 2019 · 2020 · 2021 · 2022 · 2023 · 2024 · 2025